# Râul Râiosu, Câlniștea
Râul Râiosu sau Râul Ileana este un râu din România, afluent al râului Câlniștea. 

## Hărți
- Angheluță Vădineanu, Carmen Postolache, Georgia Cosor, Teodora Pălărie, Costel Negrei, Magdalena Bucur - Case Study Report - The Neajlov Catchment - [nefuncțională]